# Crimson White & Indigo
Crimson White & Indigo je koncertní album skupiny Grateful Dead. Na albu je zachycen celý koncert na John F. Kennedy Stadium ve Filadelfii ve státě Pensylvánie z 7. července 1989. Album vyšlo 20. dubna 2010.

## Seznam skladeb
| Disk 1 | Disk 1                                              | Disk 1          | Disk 1 |
| Pořadí | Název                                               | Autor           | Délka  |
| ------ | --------------------------------------------------- | --------------- | ------ |
| 1.     | Hell In A Bucket                                    | Weir, Barlow    | 6:49   |
| 2.     | Iko Iko                                             | Crawford        | 7:46   |
| 3.     | Little Red Rooster                                  | Dixon           | 9:32   |
| 4.     | Ramble On Rose                                      | Garcia, Hunter  | 7:35   |
| 5.     | Stuck Inside of Mobile with the Memphis Blues Again | Dylan           | 9:17   |
| 6.     | Loser                                               | Garcia, Hunter  | 7:15   |
| 7.     | Let It Grow                                         | Weir, Barlow    | 12:42  |
| 8.     | Blow Away                                           | Mydland, Barlow | 12:28  |

| Disk 2 | Disk 2               | Disk 2           | Disk 2 |
| Pořadí | Název                | Autor            | Délka  |
| ------ | -------------------- | ---------------- | ------ |
| 1.     | Box of Rain          | Lesh, Hunter     | 4:46   |
| 2.     | Scarlet Begonias     | Garcia, Hunter   | 9:58   |
| 3.     | Fire on the Mountain | Hart, Hunter     | 13:42  |
| 4.     | Estimated Prophet    | Weir, Barlow     | 9:12   |
| 5.     | Standing on the Moon | Garcia, Hunter   | 8:19   |
| 6.     | Rhythm Devils        | Hart, Kreutzmann | 10:08  |

| Disk 3         | Disk 3                    | Disk 3             | Disk 3 |
| Pořadí         | Název                     | Autor              | Délka  |
| -------------- | ------------------------- | ------------------ | ------ |
| 1.             | Space                     | Garcia, Lesh, Weir | 10:09  |
| 2.             | The Other One             | Weir, Kreutzmann   | 7:47   |
| 3.             | Wharf Rat                 | Garcia, Hunter     | 10:32  |
| 4.             | Turn On Your Love Light   | Scott, Malone      | 8:20   |
| 5.             | Knockin' on Heaven's Door | Dylan              | 8:41   |
| Celková délka: | Celková délka:            | Celková délka:     | 174:58 |

## Sestava
- Jerry Garcia – sólová kytara, zpěv
- Bob Weir – rytmická kytara, zpěv
- Phil Lesh – basová kytara, zpěv
- Brent Mydland – klávesy, Hammondovy varhany, zpěv
- Mickey Hart – bicí, perkuse
- Bill Kreutzman – bicí, perkuse